# Orquesta Sinfónica de Islandia
La Orquesta sinfónica de Islandia o ISO (en islandés Sinfóníuhljómsveit Íslands es una orquesta cuya sede se encuentra en Reikiavik, la capital de Islandia. Es una entidad autónoma pública que funciona bajo el auspicio de Ministerio de Educación. 

## Historia
Se fundó oficialmente en 1950, ofreciendo su primer concierto el 9 de marzo de ese año, con un conjunto de 39 músicos. Entre 1961 y 2011 funcionó en el auditorio Háskólabíó. En 2011 se cambió al auditorio Harpa. Ofrece cerca de 60 concierto por temporada. La orquesta también ha realizado presentaciones en otros países de Europa y Norteamérica. Su actual director es Ilan Volkov.

## Directores
- Olav Kielland (1952–1955)
- Karsten Andersen (1973–1980)
- Jean-Pierre Jacquillat (1980–1986)[2]
- Petri Sakari (1988–1993)
- Osmo Vänskä (1993–1996)
- Petri Sakari (1996–1998)
- Rico Saccani (1998–2002)
- Rumon Gamba (2002–2010)
- Ilan Volkov (2011-hoy)